# Acotirene
Acotirene, também chamada de Arotirene, é uma das primeiras mulheres a habitar os povoados quilombolas da Serra da Barriga do Brasil Colonial. Ela é considerada matriarca do Quilombo dos Palmares, antes de Ganga Zumba assumir o comando do quilombo. Ela ocupou um mocambo instalado no litoral dos Estados de Pernambuco e Alagoas. O povoado levava seu nome e Acotirene se destacou no papel de conselheira e líder militar, orientando e guiando pessoas pretas refugiadas na Cerca Real dos Macacos em meio à luta contra a escravidão.